# Хьюитт, Фред
Фредерик Макси (Фред) Хьюитт (англ. Frederic Maxcy (Fred) Hewitt; 16 сентября 1916, Балтимор, Мэриленд — 26 сентября 2010, Аннаполис) — американский лякроссист и хоккеист на траве, нападающий. Участник летних Олимпийских игр 1948 года.

## Биография
Фред Хьюитт родился 16 сентября 1916 года в американском городе Балтимор.
Учился в Балтиморском политехническом институте, играл за его команды в лякросс, футбол и хоккей на траве. Затем обучался по специальности «инженер-строитель» в университете Мэриленда, где также играл в футбол и лякросс.
В 1941 году после окончания вуза поступил на службу в Инженерный корпус американской армии. В 1946 году ушёл в отставку в звании майора, однако до 1961 года служил в Национальной гвардии, получив звание полковника.
В 1948 году вошёл в состав сборной США по хоккею на траве на летних Олимпийских играх в Лондоне, поделившей 10-12-е места. Играл на позиции нападающего, провёл 2 матча, забил 1 мяч в ворота сборной Швейцарии.
Продолжал играть в лякросс за «Маунт Вашингтон», тренировал команду в 1952—1956 годах.
Занимался продажами систем климат-контроля, впоследствии стал президентом компании Taze & Hewitt Engineers. Работал на этом посту до ухода на пенсию в 1980 году.
В 1971 году избран в Национальный Зал славы лякросса, в 1984 году — в Зал спортивной славы университета Мэриленда.
Умер 26 сентября 2010 года в американском городе Аннаполис.